# Jorge Racca
Jorge Oscar Racca (General Pico, 4 de septiembre de 1971) es un exbaloncestista argentino. Jugaba de Alero y su primer equipo fue Pico Football Club de General Pico, La Pampa.

## Trayectoria
- 1991-92 LNB ( Argentina). Pico Football Club.
- 1992-93 LNB ( Argentina). Regatas de San Nicolás.
- 1993-94 LNB ( Argentina). Boca Juniors.
- 1994-97 LNB ( Argentina). Olimpia Venado Tuerto.
- 1997-98 LNB ( Argentina). Quilmes de Mar del Plata.
- 1998-00 ACB ( España). CB Gran Canaria.
- 2000-01 HEBA ( Grecia). PAOK Salónica.
- 2001-02 LNB ( Argentina). Pico Football Club.
- 2002-03 ACB ( España). Breogán Lugo.
- 2003-04 ACB ( España). Tenerife Baloncesto.
- 2005-2006 Lega Basket Serie A ( Italia). Viola Reggio Calabria.

## Internacional
- Selección de Argentina Juvenil.
- Selección de Argentina sub-22.
- Selección de Argentina.
- Campeonato Sudamericano. Guaratingueta. Selección Nacional de Argentina Absoluta. Debuta.

### Campeonatos internacionales
- 1988 Campeonato Sudamericano Cadete. Selección de Argentina. Asunción. Medalla de Oro.
- 1988 Campeonato Sudamericano Juvenil. Selección de Argentina. Jujuy. Medalla de Oro.
- 1990 Campeonato Sudamericano Juvenil. Selección de Argentina. Santa Fe. Medalla de Oro.
- 1990 Juegos Panamericanos. Selección de Argentina Juvenil. Montevideo. Medalla de Plata.
- 1991 Mundobasket Junior. Selección de Argentina. Edmonton. Medalla de Bronce.
- 1992 Campeonato Sudamericano sub-22. Selección de Argentina. Talca. Medalla de Plata.
- 1993 Juegos Panamericanos. Selección de Argentina sub-22. Medalla de Oro. Rosario.
- 1995 Juegos Panamericanos. Selección de Argentina Absoluta. Medalla de Oro. Mar de Plata.
- 1995-96 Liga Nacional de Básquet. Olimpia Venado Tuerto. Campeón.
- 1995-96 Liga Sudamericana de Clubes. Olimpia Venado Tuerto. Campeón.